# Union sportive Avignon-Le Pontet basket-ball
Maillots
Actualités
L'Union Sportive Avignon Pontet (précédemment Union Sportive Avignon-Le Pontet basket-ball), également appelé USAP, est un club français de basket-ball basé à Avignon. L'équipe résulte de la fusion en 1998 des clubs voisins de l'US Le Pontet Basket et Avignon Basket-ball, à ne pas confondre avec l'USAP 84 (Union sportive Avignon-Le Pontet rugby club Vaucluse) qui est la fusion de l'US Pontet XV et de la JS Avignon XV.
Le club évolue en Nationale Masculine 1 lors la saison 2024-2025.

## Historique
Les origines de l'USAP remontent à la ville d’Avignon. L’Étoile Sportive Avignon (ES Avignon), fondée en 1946, a marqué l’histoire du basket-ball français en atteignant son apogée durant les années 1970 et 1980. Le club a alors évolué pendant 12 saisons en première division nationale, s’imposant comme une place forte du basket hexagonal. 
En 2014, l'USAP fusionne avec le Sorgues Basket Club, et devient l'Union Grand Avignon-Sorgues. En 2017, l'Union Sorgues-Avignon-Le Pontet se sépare après seulement 3 saisons. Sorgues gardant les droits sportifs de la NM1, Avignon redémarre donc au niveau de l'équipe réserve, en  NM3. 
La saison 2017-2018 abouti à un bilan de 21 victoires pour une défaite, Avignon est premier de sa poule et est donc promu en Nationale 2. 
La saison suivante est également brillante puisque l'équipe termine 2e de sa poule en remportant 22 des 26 matchs. Ainsi, Avignon participe aux playoffs de NM2 mais échoue en quarts de finale face à Dax-Gamarde. Cependant, l'USAP est quand même promu grâce aux relégations administratives de Charleville-Mézières et Sorgues : c'est le retour en NM1 

## Salle

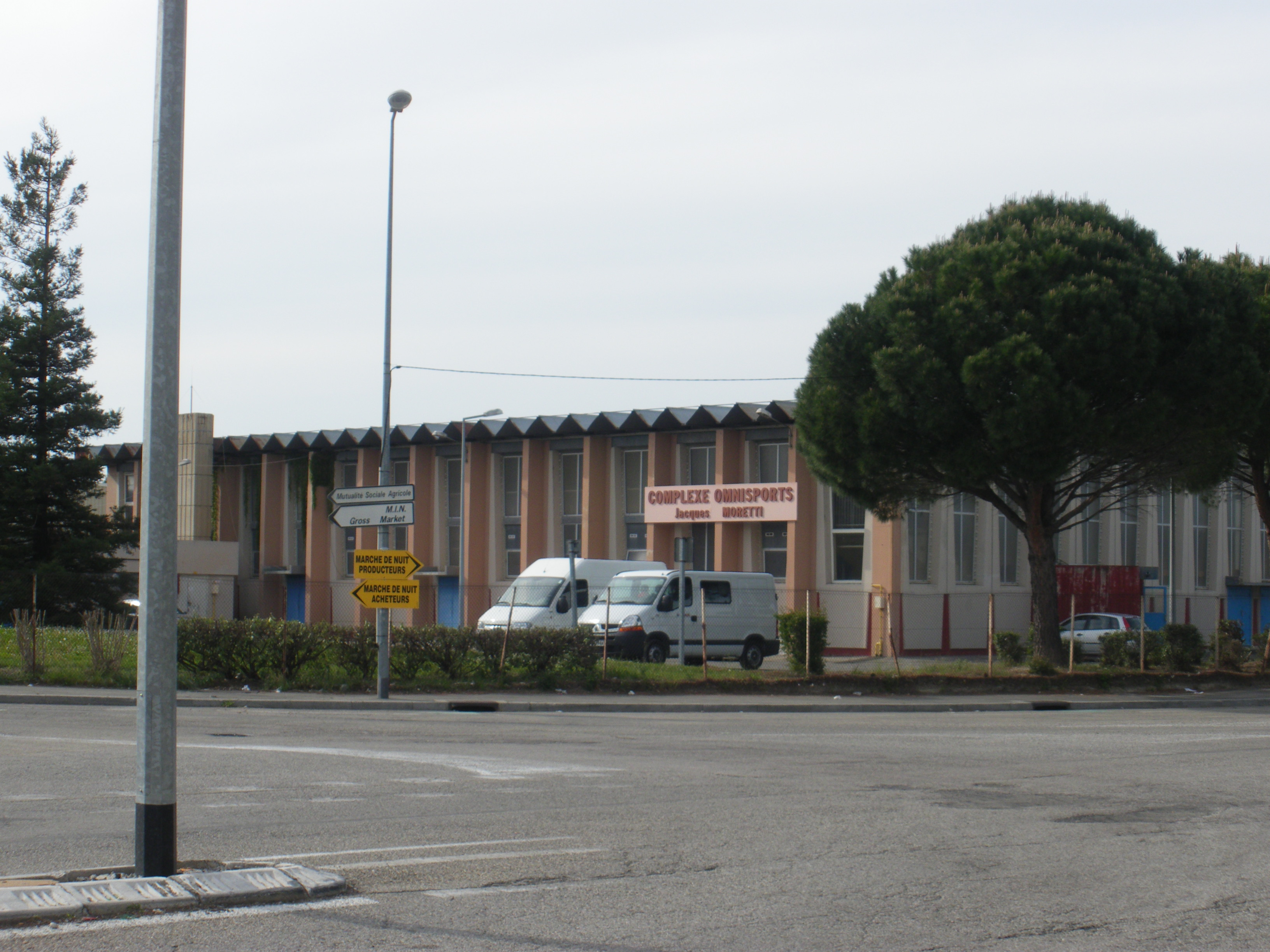
Cosec Moretti

La première équipe joue ses matchs au Cosec Jacques Moretti qui peut accueillir 2 200 places, dans le quartier de Saint-Chamand à Avignon, alors que certaines équipes de jeunes du club disputent leurs rencontres sur les sites de Fargues, situés sur la commune de Le Pontet.

## Bilan saison par saison
| US Avignon Pontet |          |                  |         |                  |                 |                                |                                |
| Saison            | Division | Classement       | V - D   | Play-offs        | Coupe de France | Autres compétitions nationales | Autres compétitions nationales |
| 2017-2018         | NM3      | 1re/12 (Poule B) | 21 - 1  |                  | -               | -                              | -                              |
| 2018-2019         | NM2      | 2e/14 (Poule A)  | 22 - 4  | Quarts de finale | -               | Trophée Coupe de France        | 8e de finale                   |
| 2019-2020         | NM1      | 5e/14 (poule B)  | 16 - 10 | Annulés          | 32e de finale   | -                              | -                              |
| 2020-2021         | NM1      | 13e/14 (poule B) | 6 -20   | Annulés          | 64e de finale   | -                              | -                              |

## Entraîneurs successifs
- 2018 - 2020 :  François Sence
- 2020 - 2021 :  Vincent Lavandrier
- depuis 2022 :  Alexandre Casimiri

## Joueurs marquants
- Billy Reid
- Pat Burtey
- Justin Thompson
- Matt Hicks
- Didier Dobbels
- Serge Grousset
- Alain Larrouquis
- Éric Cérase
- Emmanuel Schmitt
- Jimmy Lupot
- Oumar Dia
- olivier silvestre
- Franck Cazalon
- Vince Taylor
- Zachary Jones
- Horace Wyatt
- Lex Fagen
- Wayne Morris
- Rajko Bijelović

## Historiques des logos

Ancien logo.

Usap-basket.png

## Référence
1. ↑  « Super-classement du championnat de France de basket de 1950 à 2015 » (consulté le 23 mai 2025)
2. ↑  Geoffrey Charpille, « L’Union Grand Avignon-Sorgues (NM1) est née, deux nouveaux joueurs vont arriver », Catch and Shoot, 27 juin 2014
3. ↑  « CHARLEVILLE-MÉZIÈRES JOUERA FINALEMENT EN NATIONALE 2 MASCULINE », sur bebasket.fr, 9 aoüt 2019